# Rock Witchu Tour
Rock Witchu Tour foi a quinta turnê de Janet Jackson.

## Set list
1. Control Medley:
  1. "The Pleasure Principle"
  2. "Control"
  3. "What Have You Done for Me Lately"
2. "Feedback"
3. "You Want This"
4. "Alright"
5. "Miss You Much"

- "Evil Force" (video interlude)

1. "Never Letchu Go"
2. "Come Back to Me"
3. "Let's Wait Awhile"
4. "Again"

- "Good Force" (video interlude)

1. "So Excited"
2. "So Much Betta"
3. "Nasty"
4. "All Nite (Don't Stop)"
5. "Rock With U"
6. "Together Again"
7. Pre-Control Medley:
  1. "Young Love"
  2. "Say You Do"
  3. "Don't Stand Another Chance"

- "Tribal Drums" (instrumental interlude)

1. Tribal Medley:
  1. "Doesn't Really Matter"
  2. "Escapade"
  3. "Love Will Never Do (Without You)"
  4. "When I Think of You"
  5. "All for You"
2. "Got 'til It's Gone"
3. "Call on Me"
4. "That's the Way Love Goes"
5. "I Get Lonely"

- "Evil Force" (video interlude)

1. "Funny How Time Flies (When You're Having Fun)"
2. "Any Time, Any Place"
3. "Discipline"

- "Band Breakdown" (instrumental interlude)

1. "Black Cat"
2. "If"
3. "Rhythm Nation"

- "Good vs. Evil: Battle for Janet" (video interlude)

1. "Luv" (contains elements of "Lollipop")
2. "Runaway